# Tarassowka (Kaliningrad)
Tarassowka (russisch Тарасовка, deutsch Alt Sussemilken, 1938 bis 1946 Friedrichsrode (Ostpr.), litauisch Sinieji Susimilkiai) war ein Ort in der russischen Oblast Kaliningrad (Gebiet Königsberg (Preußen)). Er existierte bis in die 1960er Jahre. Seine Ortsstelle befindet sich heute ganz im Südosten der Golowkinskoje selskoje posselenije (Landgemeinde Golowkino (Nemonien, 1938 bis 1946 Elchwerder)) im Rajon Polessk (Kreis Labiau).

## Geographische Lage
Die Ortsstelle Tarassowkas liegt 18 Kilometer nordöstlich der Kreisstadt Polessk (Labiau) am Westufer des Timber-Kanals (russisch: Golowkinski kanal) und ist auf einer von Südosten kommenden Straße zu erreichen. Die nächste Bahnstation ist Bogatowo (Szargillen, 1938 bis 1946 Eichenrode) an der Bahnstrecke Kaliningrad–Sowetsk (Königsberg–Tilsit).

## Geschichte
Das im Jahre 1782 gegründete Dorf Sußimilken wird ab 1908 als Landgemeinde innerhalb des Amtsbezirks Pfeil genannt. Dieser lag im Kreis Labiau im Regierungsbezirk Königsberg der preußischen Provinz Ostpreußen. Im Jahre 1910 zählte Alt Sussemilken 323 Einwohner. Die Zahl betrug im Jahre 1933 noch 320 und stieg bis 1939 auf 449.
Am 1. Dezember 1935 wurde Alt Sussemilken aus dem Amtsbezirk Pfeil in den Amtsbezirk Lauknen (zwischen 1938 und 1945 „Amtsbezirk Großes Moosbruch“) umgegliedert, wobei die Kreiszugehörigkeit unverändert blieb. Am 3. Juni – amtlich bestätigt am 16. Juli – des Jahres 1938 wurde Alt Sussemilken aus politisch-ideologischen Gründen der Vermeidung fremdländisch klingender Ortsnamen in „Friedrichsrode (Ostpr.)“ umbenannt.
Doch diese Umbenennung währte nicht lange: als der Ort 1945 in Kriegsfolge mit dem nördlichen Ostpreußen zur Sowjetunion kam, erhielt er 1946 die russische Bezeichnung „Tarassowka“. Ab 1947 zum neu geformten Rajon Polessk (Kreis Labiau) zugehörig, wurde der Ort gleichzeitig in den neu geschaffenen Golowkinski selski sowjet (Dorfsowjet Golowkino (Memonien, 1938 bis 1946 Elchwerder)) eingegliedert. Im Ort nahm eine Kolchose ihren Betrieb auf, die jedoch in den 1960er Jahren wieder schließen musste. Das Gebäude riss man ebenso wie die Kirche ab, um Baumaterial zu gewinnen. Der Ort wurde aufgegeben und gilt heute als erloschen.

## Kirche
Siehe dazu den Hauptartikel → Kirche Sussemilken

### Kirchengebäude
Alt Sussemilken gehörte zu den jüngsten Gründungen des Kreises Labiau als Kirchdorf. In den Jahren 1905/06 wurde hier ein Gotteshaus errichtet, das als Jubiläumskirche galt. Es handelte sich um einen holzverkleidetes Bauwerk mit schmalerem Chorraum. Auch der Turm war holzverschalt, und auch die Kanzel sowie das Taufbecken waren aus Holz hergestellt. Die Kirche verfügte über eine Orgel aus der Werkstatt von Bruno Goebel in Königsberg, dem heutigen Kaliningrad.
Das Kirchengebäude überstand den Zweiten Weltkrieg unversehrt. Danach wurde es fremdgenutzt bzw. blieb ungenutzt. Als in den 1960er Jahren die Kolchose außer Betrieb ging und angerissen wurde, zerstörte man auch das Gotteshaus, von dem man heute nur noch einige Restfundamente und den Sockel ausmachen kann.

### Kirchengemeinde
Die Kirchengemeinde Sussemilken mit Sitz in Alt Sussemilken wurde 1903 unter Abtrennung aus der Kirche Mehlauken gegründet. Bereits seit 1900 war hier ein Hilfsprediger eingesetzt, dessen Stelle 1903 in eine ordentliche umgewandelt wurde. 1925 zählte das neun Ortschaften umfassende Kirchspiel 2.300 Gemeindeglieder. Die Pfarrei gehörte bis 1945 zum Kirchenkreis Labiau in der Kirchenprovinz Ostpreußen der Kirche der Altpreußischen Union. Aufgrund von Flucht und Vertreibung der einheimischen Bevölkerung kam das kirchliche Leben zum Erliegen. Die restriktive Kirchenpolitik der Sowjetunion machte überdies jede Wiederbelebung unmöglich.